# ビューティフル (SOPHIAの曲)
『ビューティフル』は、日本のバンドSOPHIAの9枚目のシングルである。1999年3月25日発売。発売元はトイズファクトリー。

## 概要
- 1999年第1弾シングル。本作が最後の8cmシングルでの発売となる。
- ジャケットはボディビルダーの男性がガッツポーズを決めている。

## 収録曲
1. ビューティフル
作詞・作曲：松岡充、編曲：SOPHIA
2. 嘘
作詞：松岡充、作曲：豊田和貴、編曲：SOPHIA
3. ビューティフル カラオケ

## 楽曲の収録アルバム
- ライブ『1999』（2000年）
- ベスト『THE SHORT HAND〜SINGLES COLLECTION〜』（2001年）